# Рехмуков, Фарид Измайлович
Фари́д Изма́йлович Рехмуко́в (1926—2005) — советский, российский архитектор, Заслуженный архитектор РСФСР (1974).

## Биография
После окончания в 1948 году Московского архитектурного института, направлен на работу в Петрозаводск в Республиканскую проектную контору КФССР (позже — «Карелпроект»).
В начале 1950-х годов Фарид Рехмуков стал победителем всесоюзного конкурса на проект здания павильона Карело-Финской ССР на ВДНХ. Здание было построено в 1954 году, в настоящее время — объект культурного наследия РФ.
С 1954 года — член Союза архитекторов СССР, председатель правления Карельского отделения Союза архитекторов СССР (1954—1956).
С 1955 года — директор проектной организации «Карелпроект».
Без отрыва от основной деятельности преподавал в Петрозаводском архитектурно-строительном техникуме и в Петрозаводском государственном университете на факультете промышленного и гражданского строительства.
С 1962 года работал в Уфе главным архитектором проектного института «Башпроект». В 1965—1986 годах — главный архитектор Уфы.
Являлся автором и соавтором значимых проектов зданий и сооружений в Петрозаводске и Уфе.

## Память
В Уфе в честь Рехмукова названа улица.

## Некоторые здания, построенные по проектам Фарида Рехмукова

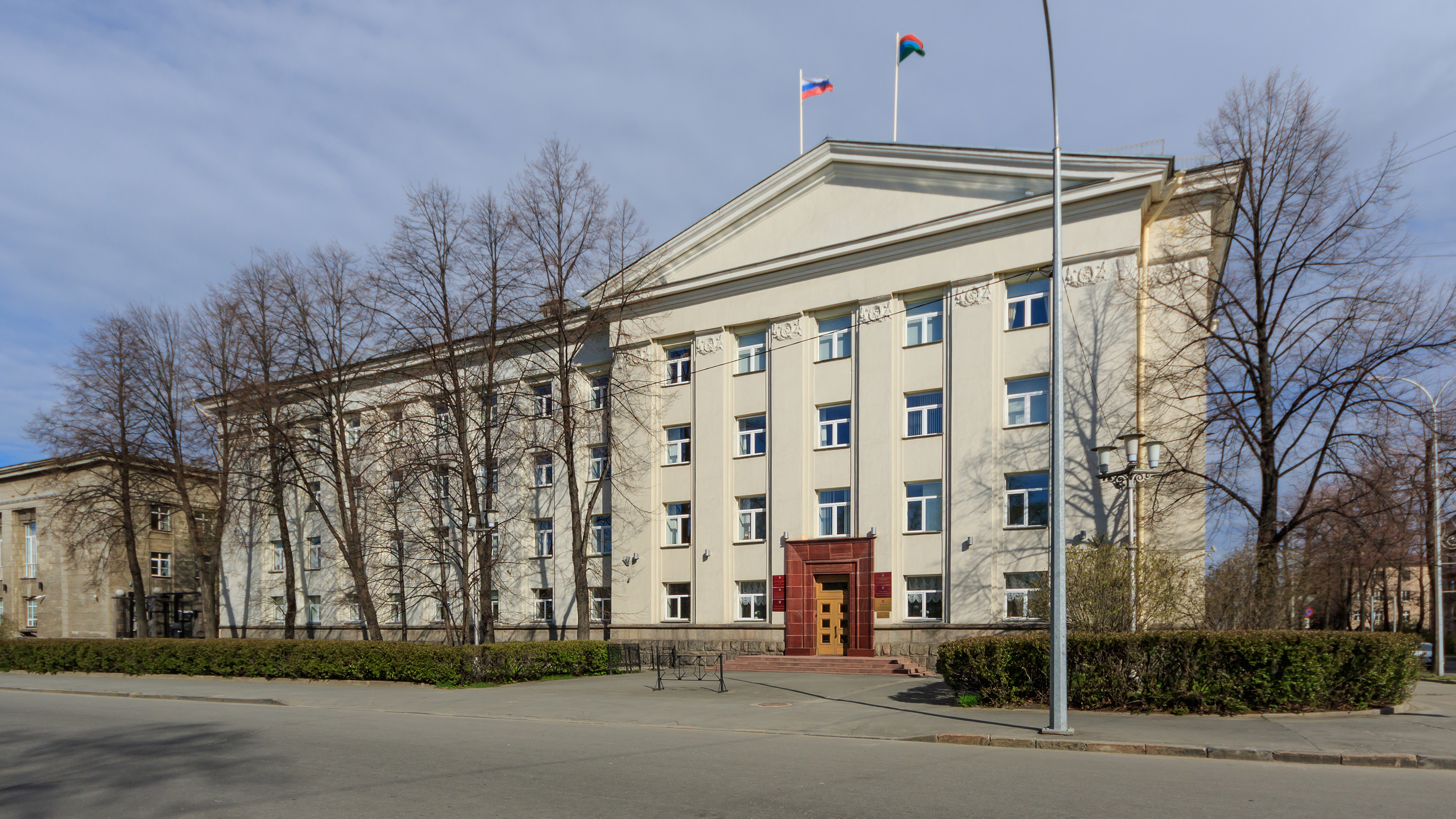
Обком КПСС. Петрозаводск (1952 год)
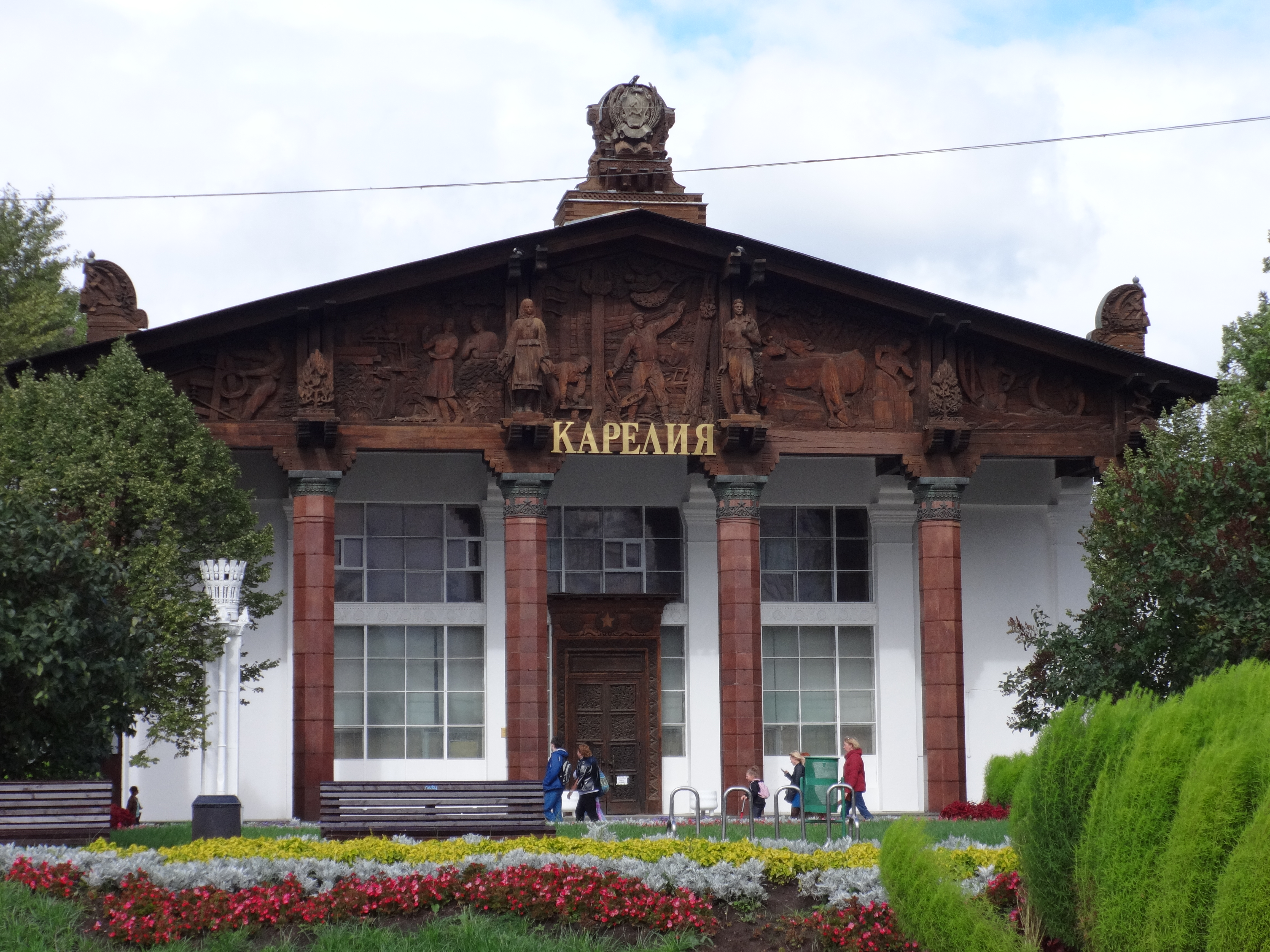
Павильон на ВДНХ. Москва (1954 год)
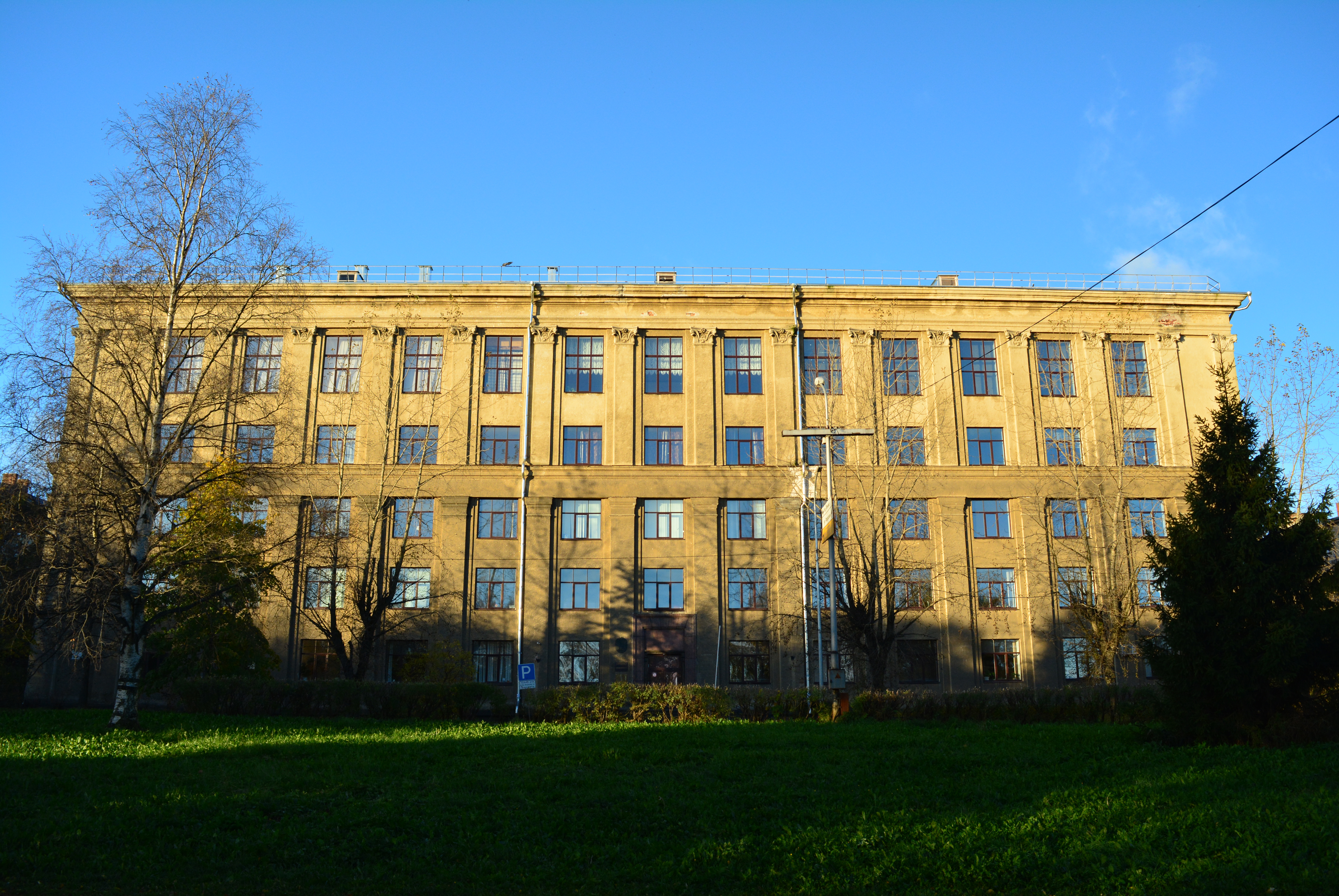
Педагогический институт. Петрозаводск (1961 год)